# هيئة رئاسة مجلس السوفييت الأعلى
هيئة رئاسة مجلس السوفييت الأعلى (الروسية: Президиум Верховного Совета)، هي الهيئة الدائمة لأعلى هيئة سلطة في اتحاد الجمهوريات الاشتراكية السوفيتية. وكانت هيئة الرئاسة تُنتخب في جلسة مشتركة لمجلسي السوفييت الأعلى للعمل نيابةً عنهاهما أثناء غياب السوفييت الأعلى. وبموجب دستور الاتحاد السوفيتي لعامي 1936 و1977، كانت هيئة رئاسة السوفييت الأعلى بمثابة رئيس الدولة الجماعي للاتحاد السوفيتي. وكانت هيئة الرئاسة مسؤولة في جميع أنشطتها أمام السوفييت الأعلى للاتحاد السوفيتي.
كان مجلس السوفييت الأعلى لاتحاد الجمهوريات الاشتراكية السوفياتية يُنتخب من هيئة رئاسة مجلس السوفييت الأعلى في جلسة مشتركة للمجلسين في أول جلسة لكل منهما بعد الدعوة. وكان نواب هيئة الرئاسة يُعيَّنون طوال مدة ولاية مجلس السوفييت الأعلى. وتألفت هيئة رئاسة مجلس السوفييت الأعلى للاتحاد السوفيتي من رئيس، ونائب أول للرئيس (بعد عام ١٩٧٧م)، ونوابه الخمسة عشر (واحد من كل جمهورية)، وأمين سر، و٢٠ نائبًا إضافيًا من مجلسيها التأسيسيين، ليصل العدد الإجمالي إلى ٣٩ نائبًا. وكانت هيئة الرئاسة مسؤولة أمام مجلس السوفييت الأعلى للاتحاد السوفيتي عن جميع أنشطتها.
من عام 1938م إلى عام 1989م، كان رئيس هيئة الرئاسة يعتبر رئيس دولة الاتحاد السوفييتي، وكان يُشار إليه أحيانًا باسم «رئيس الاتحاد السوفييتي» في المصادر غير السوفييتية.

شارة نائب المجلس الأعلى للسوفييت في الاتحاد السوفيتي.

## تقسيم المجلس
تتكون مجلس السوفييت الأعلى من قسمين رئيسيين:
1. مجلس السوفيت الأعلى.
2. مجلس القوميات السوفيتي.

بحيث أن تجتمعان في دورات قصيرة ومحدودة، يعني مرتان غالباً في السنة، لذلك كانت هناك حاجة لهيئة تمارس سلطات الدولة بين هذه الدورات.

## المهام والسلطات
هيئة الرئاسة كانت تمتلك سلطات ضخمة، وهي:
1. تمثيل الاتحاد السوفييتي دولياً، بما في ذلك استقبال السفراء وتوقيع المعاهدات.
2. إصدار المراسيم والقوانين بين دورات انعقاد المجلس.
3. تعيين وإقالة كبار المسؤولين العسكريين والمدنيين.
4. إعلان التعبئة العامة أو الحرب أو حالة الطوارئ، وذلك بالتنسيق مع القيادة العليا.
5. منح العفو، وحق المواطنة وسحبها.
6. حل مجلس السوفييت الأعلى، والدعوة إلى انتخابات جديدة.

## تكوين الهيئة
تتكون الهيئة من رئيس الهيئة (يعتبر رئيس الدولة الرسمي)، ونائب الرئيس أو أكثر، وسكرتير وعدة أعضاء، ورغم أن رئيس الهيئة كان رأس الدولة بصفة رسمية إلا أن السلطة الفعلية كانت دائماً بيد الأمين العام للحزب الشيوعي، مثل: يوسف ستالين، وخروتشوف وبريجنيف وغيرهم.

## نهاية
استمر هيئة رئاسة مجلس السوفييت نشاطها حتى عام 1989، عندما بدأ ميخائيل غورباتشوف سلسلة من التعديلات الدستورية، حيث تم إعلان تسمية نفسه برئيس الاتحاد السوفييتي عام 1990، وحل محل رئيس هيئة الرئاسة كرأس فعلي للدولة، حتى تفكك الاتحاد السوفييتي عام 1991.